# Eventracija dijafragme
Eventracija dijafragme ili relaksacija  dijafragme je opuštanje i atrofija bilo koje strane dijafragme, zbog postojanje tanke, labave i abnormalno elevirane dijafragme sa jedne, najčešće leve strane, ili obostrano. Može biti kongenitalna ili stečena.

## Etiopatogeneza
Kongenitalna relaksacija dijafragme je posledica anomalije u razvoju mišićnog dela dijafragme, koji nedostaje ili je tanak, fibrozan i ekstremno hipoplastičan.
Stečena relaksacija dijafragme uzrokovana je paralizom n. phrenicusa, najčešće zbog porođajne traume, kada je obično udružena sa paralizom plexus brachialisa ili je posledica operativne traume. 

## Klinička slika
Klinička slika zavisi od nivoa elevacije dijafragme. 
Kod ekstremno izražene elevacije već na rođenju dominiraju simptomi respiratornog distresa, slično kao kod kongenitalne dijafragmalne hernije: 
- dispneja, cijanoza i tahikardija,
- dijametar grudnog koša je veći,
- abdominalna duplja slabije je razvijena i trbuh može poprimiti skafoidan oblik.

Kod manje izražene elevacije dijafragme dominiraju simptomi: ponavljanih respiratornih infekcija praćenih kašljem i povraćanjem, a obično se javljaju i kod starije dece.

## Dijagnoza
Dijagnoza se postavlja radiografijom grudnog koša i trbuha na kojoj se, slično kao kod dijafragmalne hernije, kada se na radiogramu mogu videti vazduhom ispunjene crevne vijuge ili hidroaerični nivoi, u projekciji, obično levog hemitoraksa, u gornjem delu komprimovani delovi plućnog parenhima, kao i pomeranje medijastinuma u suprotnu stranu, ali je granica prema plućnom tkivu pravilna i može se uočiti kontinuitet tanke dijafragme. 
Auskultatorno, disanje je oslabljeno, ili nečujno, na strani relaksacije.

## Diferencijalna dijagnoza
Diferencijalno dijagnostički mogu se dijagnostikovati:
- kongenitalna dijafragmalna hernija,
- kongenitalni lobarni emfizem,
- cistična adenomatoidna malforma cija pluća,
- tumor grudnog koša,
- ciste pluća i
- pleuralne efuzije.

## Terapija
Lečenje se simptomatsko i neoperativno, u slučajevima sa slabije izraženom kliničkom slikom.
Ukoliko dominiraju simptomi respiratornog distresa, tretman je sličan kao i kod kongenitalne dijafragmalne hernije: intubacija i mehanička ventilacija radi stabilizacije respiratorne funkcije, a potom hirurško lečenje, koje podrazumeva višestruku plikaciju mlitave dijafragme različitim operativnim metodama.

## Prognoza
Prognoza je dobra.

## Literatura
- Doherty GM, Way LW, editors. Current Surgical Diagnosis & Treatment. 12th Edition. New York: Mcgraw-Hill; 2006.
- A. Kurjak “Fetus kao pacijent”, Naprijed Zagreb 1991
- N. Roberton “Textbook of neonatology”, Churchil Livingdtone 1989
- Harrison MR (1981). „Correctio of cong. diaphragmatic hernia in utero”. J. Pediatr Surg. 16 (6): 934—942. PMID 7200135. doi:10.1016/S0022-3468(81)80849-4.
- Goldbloom R: Pediatric Clinical Skills, 2003, Elsevier Science
- Fanaroff A, Martin RJ: Neonatal-Perinatal medicine : diseases of the fetus and infant, 7 th edition,2003, Mosby Inc str 1537-1568

## Spoljašnje veze
- „Dečja hirurgija” (PDF). Архивирано из оригинала (PDF) 09. 05. 2021. г. Приступљено 26. 12. 2017.
- „Hirurgija dijafragme”. Архивирано из оригинала 26. 12. 2017. г. Приступљено 26. 12. 2017. — www.savetovalistezabebe.com

|  | Molimo Vas, obratite pažnju na važno upozorenje u vezi sa temama iz oblasti medicine (zdravlja). |